# Tylimanthus tenellus
Tylimanthus tenellus là một loài rêu tản trong họ Acrobolbaceae. Loài này được (Taylor ex Lehm.) Mitt. miêu tả khoa học lần đầu tiên năm 1888.